# フジライティング・アンド・テクノロジイ
株式会社フジライティング・アンド・テクノロジイ（英名称：Fuji Lighting and Technology.inc、英略称：FLT）は、かつて存在したフジテレビを主な取引先とするテレビ・舞台の照明技術会社。フジ・メディア・ホールディングスの連結子会社であった。現在の株式会社フジ・メディア・テクノロジーの前身である。

## 概要
1992年（平成4年）、当時のフジテレビジョン技術局照明技術部と前身だった株式会社彩光と株式会社東京テレビ技術の社員を結集して設立された。
2013年7月1日付で株式会社八峯テレビと合併し、合併後の新社名は株式会社フジ・メディア・テクノロジーとなるが、八峯テレビが存続会社となるためフジライティング・アンド・テクノロジイの法人格は同日付で消滅した。

## 所在地
- 本社 : 〒105-0022 東京都港区海岸1-15-1　スズエベイディアム10F
- 機材センター : 〒135-0064 東京都江東区青海4-4-11　山九(株)お台場流通センター301
- フジテレビ内分室 : 〒137-8088 東京都港区台場2-4-8

## 役員構成
- 代表取締役社長 : 大森靜雄
- 専務取締役 : 森川健伺
- 常務取締役 : 堀洋一
- 取締役 : 吉田利雄
- 取締役相談役 : 横井亮介（株式会社フジテレビジョン取締役副社長）
- 社外取締役 : 堀口壽一（株式会社フジテレビジョン常務取締役）、港浩一（株式会社フジテレビジョン執行役員常務）、大多亮（株式会社フジテレビジョン執行役員）、稲田智徳（株式会社フジテレビジョン技術局長）
- 監査役 : 羽原毅（株式会社フジ・メディア・ホールディングス　グループ財務部部長）
- 顧問 : 谷川富也

## 主な番組実績

### テレビ番組
（凡例）太字：現在放映中また継続中（特番の場合）の番組・これから放映される番組、●：共同テレビジョン、▲：八峯テレビ、■：ニユーテレス